# Pandemia de COVID-19 en Francia
El primer caso confirmado de la pandemia de COVID-19 en Francia fue reportado el 24 de enero de 2020, siendo el primer caso conocido de COVID-19 de la Unión Europea y de todo el continente europeo. Involucró a un ciudadano francés de 48 años que llegó a Francia desde China y se instaló en Burdeos. Dos casos más fueron confirmados al final del día; todos habían regresado recientemente de China.
Un turista chino ingresó en un hospital en París el 28 de enero y murió el 14 de febrero, en la que se creyó entonces era la primera muerte por COVID-19 en Europa y en general fuera de Asia. Más tarde se supo que el primer fallecimiento en Europa había tenido lugar el 13 de febrero en Valencia (España).
El 12 de marzo, el presidente de Francia, Emmanuel Macron, anunció en la televisión pública que todas las escuelas y todas las universidades cerrarían desde el lunes 16 de marzo hasta nuevo aviso. Al día siguiente, el primer ministro Édouard Philippe prohibió las reuniones de más de 100 personas, sin incluir el transporte público. Al día siguiente, el primer ministro ordenó el cierre de todos los lugares públicos no esenciales, incluidos restaurantes, cafeterías, cines y discotecas, a partir de la medianoche. El 16 de marzo, el presidente Emmanuel Macron anunció un cierre nacional durante 15 días a partir del 17 de marzo al mediodía.
El 17 de diciembre de 2020, Emmanuel Macron dio positivo a COVID-19.
El 17 de junio de 2021, el gobierno francés eliminó la obligación de llevar mascarilla en público. Tres días más tarde, levantó el toque de queda.
Hasta el 20 de febrero de 2022, se contabiliza la cifra de 22,286,829 casos confirmados, 136,594 fallecidos y 15,867,601 recuperados del virus.
Desde el 14 de marzo de 2022, se eliminaron las restricciones de mascarilla en la mayoría de los espacios públicos y transporte, mientras que la vigilancia epidemiológica pasó a basarse en informes semanales tras el 1 de julio de 2023, adaptándose a una situación de bajo nivel de contagio continuo. Para junio de 2025, los indicadores muestran circulación viral moderada, con menos de 1 000 casos y alrededor de 10 fallecimientos diarios en Francia, según Santé publique France.

## Historia
El 24 de enero, se confirmó el primer caso de COVID-19 en Francia, y en Europa, en Burdeos. Un ciudadano francés de 48 años de China, que llegó a Francia el 22 de enero, fue hospitalizado en el Centro Hospitalario Universitario de Burdeos. El Servicio de Asistencia Médica Urgente se hizo cargo y el paciente fue aislado en el hospital. Las autoridades trataron de confirmar si había infectado a personas que estaban en contacto con él.
Al final del día se confirmaron dos casos más en París, ambos regresaron recientemente de China.Un hombre de 31 años y su compañero de 30 años, ambos de Wuhan, dieron positivo por SARS-CoV-2 y fueron hospitalizados en el Hospital Bichat-Claude Bernard. Llegaron a Francia el 18 de enero.
El 28 de enero, un turista chino de 80 años de la provincia de Hubei dio positivo y fue hospitalizado en el Hospital Bichat-Claude Bernard en París.
El 29 de enero, su hija de 50 años también dio positivo y fue ingresada en el mismo hospital donde fue atendido su padre. 
El 30 de enero, un médico fue confirmado positivo para COVID-19 en París. Entró en contacto con una turista china cuya contaminación se confirmó cuando ella regresó a China.
El 14 de febrero, el turista chino de 80 años murió en el Hospital Bichat - Claude Bernard, marcando la primera muerte de COVID-19 en Europa y Francia. También fue la primera muerte por COVID-19 que ocurrió fuera de Asia. 
Del 31 de enero al 9 de febrero, casi 550 personas fueron repatriadas desde Wuhan en una serie de vuelos de evacuación que llegaron a la Base Aérea Creil en Oise y la Base Aérea Istres-Le Tubé en Istres
El 29 de febrero de 2020, Mónaco anunció el primer caso COVID-19, un hombre que ingresó en el Centro Hospitalario Princesa Grace y luego fue trasladado al Hospital Universitario de Niza en Francia. Por otro lado, tres ciudadanos franceses y un residente italiano del departamento de Ain fueron diagnosticados positivos y hospitalizados en Lausana u otros lugares en Suiza.
El 1 de marzo, el número de casos confirmados alcanzó 130, con tres regiones registrando más de diez casos (Île-de-France, Auvergne-Rhône-Alpes, Hautes de France), con 47 casos solo en Oise. El primer caso se informó en Pas-de-Calais en relación con la base militar de Creil. Se informan siete casos en Grand-Est (incluidos cinco en Alsacia), incluidos dos niños pequeños hospitalizados. 
El 15 de marzo, se celebraron las elecciones municipales del país, el mismo día en que el plan de contingencia alcanzó la Etapa 3. El 16, el presidente Emmanuel Macron anunció un bloqueo de 15 días, que luego se extendió hasta el 11 de mayo, que comenzaría al mediodía del 17 de marzo.

### La controversia de la escasez de máscaras
Las existencias estratégicas de máscaras en 2009 bajo Roselyne Bachelot, ministra de salud desde mayo de 2007 hasta noviembre de 2010, ascendían a mil millones de máscaras quirúrgicas y 600 millones de máscaras FFP2.Según el gobierno francés, se había producido un cambio de doctrina por recomendación de la Dirección General de Salud en julio de 2011, se tomó la decisión de permitir el agotamiento de las existencias estratégicas por motivos de costo de mantenimiento de las existencias, incluido el arbitraje del costo de obsolescencia. Las existencias de máscaras quirúrgicas y máscaras FFP2 a fines de 2019 se redujeron a 140 millones y a cero unidades, respectivamente.
La entonces ministra de Sanidad, Agnès Buzyn, declaró el 26 de enero que no faltarían máscaras en Francia durante el brote. Más tarde, el 26 de febrero, Jérôme Salomon, el director general de la Santé francés, declaró durante un debate en el Senado francés que "La escasez de máscaras no es un tema". Sin embargo, los profesionales de la salud se quejaron de que estaban mal equipados para hacer frente a la crisis, debido a la insuficiencia de existencias de equipo de protección. El 3 de marzo, mientras Francia aún enfrentaba una escasez, el presidente Macron se apoderó de todas las máscaras producidas y almacenadas en el país para distribuirlas a los profesionales de la salud y las personas que habían contraído el virus.
Posteriormente, Francia fue acusada de incautar equipos médicos destinados a otras naciones. El 5 de marzo de 2020, las autoridades francesas confiscaron cuatro millones de mascarillas a la empresa sanitaria sueca Mölnlycke, que se encontraban en un centro de distribución en Lyon y tenían como destino España e Italia. Dos semanas más tarde, después de la presión del gobierno sueco, Francia liberó las máscaras, permitiendo el paso de dos millones, y el resto permaneció en Francia para ser utilizado allí o para reexportar. Mölnlycke estimó que un total de "seis millones de máscaras fueron confiscadas por los franceses. Se habían contratado todas, incluido un millón de máscaras para Francia, Italia y España. El resto tenía como destino Bélgica, los Países Bajos, Portugal y Suiza".
El 27 de abril de 2020, Libération reveló que, contrariamente a las afirmaciones del gobierno en marzo, un cambio de doctrina no fue la causa principal de la escasez de máscaras, y que el gobierno había sido plenamente informado ya en 2018 de que las reservas estratégicas se habían agotado.El 8 de mayo de 2020, el gobierno anunció que 200 millones de mascarillas por semana estarían disponibles a partir del 11 de mayo: 100 millones para el personal médico y 100 millones para el público en general.

## Reacciones
El 28 de febrero, la diseñadora de moda agnès b. (que no debe confundirse con Agnès Buzyn) canceló los desfiles de moda en la Semana de la Moda de París, que estaba programada para el 3 de marzo. Al día siguiente, la media maratón de París programada para el domingo 1 de marzo con 44,000 participantes fue cancelada como una de la serie de medidas anunciadas por el ministro de salud, Olivier Véran.
El 13 de marzo, la Ligue de Football Professionnel suspendió la Ligue 1 y la Ligue 2 (las dos divisiones principales de fútbol en Francia) indefinidamente debido a riesgos para la salud.
El 14 de marzo, numerosas instituciones culturales anunciaron su cierre. Se trata principalmente de instituciones parisinas, como el Louvre, el Centro Georges Pompidou, la Torre Eiffel, el Museo de Orsay o el Castillo de Versalles, pero también de instituciones provinciales como el Castillo de Montsoreau - Museo de Arte Contemporáneo, la CAPC - Museo de Arte Contemporáneo de Burdeos o el MUCEM de Marsella.

## Respuesta de la Unión Europea
A partir de finales del primer trimestre de 2020, varios de los Estados miembros de la Unión se confrontaron a la crisis sanitaria de la pandemia de COVID-19. El impacto mediático generado por la situación, precipitó a los gobiernos nacionales y a las instituciones europeas a una situación sin precedentes, que en marzo, llevó a que los Estados miembros aceptaran la recomendación emitida por la Comisión Von der Leyen sobre lo que deberían hacer para restringir la entrada en el territorio a los residentes extracomunitarios. Casi al mismo tiempo, la Comisión lanzó su primera reserva de material médico con el fin de repartirlo a los Estados de la Unión más afectados por la pandemia.
En abril se sucedieron numerosas acciones políticas en respuesta a la crisis. En primer lugar reaccionó el Banco Central Europeo (BCE) con un programa de compra de títulos para evitar el colapso de los mercados de deuda, lo que contribuyó a estabilizar la situación financiera. Entonces, tras ser aprobada por primera vez la denominada “cláusula general de salvaguarda” prevista para escenarios de graves crisis generalizadas que afecten a la eurozona, la Comisión pudo levantar los límites que fijaba el pacto de estabilidad y crecimiento. De esta forma se autorizó a los gobiernos nacionales a inyectar en la economía tanto dinero «como fuese necesario». A dicha flexibilización se añadieron también los cambios en la autorización de ayudas públicas, ya que la normativa permitió otorgar hasta 800.000 euros por compañía en forma de subvención directa o ventajas fiscales. De manera complementaria, el Eurogrupo logró un acuerdo la segunda semana de abril que estableció los detalles de la primera red de seguridad comunitaria contra los efectos de la pandemia.
Pero el anuncio más destacado llegó el 18 de mayo de 2020, cuando en una rueda de prensa Merkel y Macron presentaron un plan para la UE en el marco de la crisis de la pandemia. Este impulso se integró con varias acciones institucionales de las semanas anteriores, y sirvió de base al plan recuperación económica (Next Generation EU) presentado por Von der Leyen la semana siguiente. Empero, el anuncio conjunto de Merkel y Macron fue impulsado por un fallo del Tribunal Constitucional de Alemania, que días antes había puesto en duda la independencia del Banco Central Europeo (BCE) para mantener a flote las economías de los miembros más vulnerables de la organización, así como la gobernabilidad de la UE. Hasta entonces, Merkel —quien ocho años antes, en el punto más álgido de la crisis del euro, aseguró que no habría eurobonos «mientras yo viva»— se había opuesto a la propuesta de Macron para crear un fondo que obligaría a los 27 a aumentar la deuda de forma conjunta.
En diciembre de 2020, la vacuna Tozinameran contra la COVID-19 logró la autorización de comercialización en la UE. BioNTech (Societas europaea), el laboratorio al origen de dicho producto, había recibido más de 9 millones de euros de financiación de la UE para la investigación durante la década precedente. Además, en junio fue beneficiario de un préstamo de 100 millones de euros del Banco Europeo de Inversiones (BEI), respaldado por la UE. Esto ayudó al laboratorio alemán a ampliar sus capacidades de fabricación y a suministrar la vacuna a nivel mundial.
En el plano internacional, durante el mes de mayo la Comisión lanzó la "Respuesta mundial al coronavirus", una acción que perseguía el «acceso universal a vacunas, tratamientos y tests de coronavirus asequibles». En la primera jornada del evento quedó cubierto el objetivo monetario de 7400 millones de euros, más de un tercio de los cuales procedían de la UE y sus Estados miembros. Este “maratón mundial de donantes”, dio paso al lanzamiento de una campaña denominada Global Goal: Unite for our Future que culminó el 27 de junio con una cumbre mundial de donantes, presidida por Von der Leyen, que recaudo 6.150 millones de euros.

## Estadísticas

### Casos por estados federados
| Auvernia-Ródano-Alpes     | 3 596 179  | 15 588  |
| Borgoña-Franco Condado    | 1 106 353  | 6383    |
| Bretaña                   | 1 249 831  | 2765    |
| Centro-Valle de Loira     | 923 680    | 3744    |
| Córcega                   | 142 298    | 430     |
| Gran Este                 | 2 282 243  | 12 948  |
| Alta Francia              | 2 527 786  | 11 892  |
| Isla de Francia           | 5 412 297  | 26 091  |
| Normandía                 | 1 259 374  | 4787    |
| Nueva Aquitania           | 2 316 667  | 6328    |
| Occitania                 | 2 519 361  | 7681    |
| Países del Loira          | 1 480 722  | 3951    |
| Provenza-Alpes-Costa Azul | 2 428 547  | 12 365  |
| Francia                   | 27 245 338 | 114 953 |